# Самедов, Алихан Имамхан оглы
Алиха́н Имамха́н оглы́ Саме́дов (азерб. Əlixan İmamxan oğlu Səmədov; 27 апреля 1964, Сумгаит, Азербайджанская ССР, СССР) — азербайджанский музыкант, исполнитель азербайджанских народных песен на балабане. Народный артист Азербайджана (2018).

## Биография
Алихан Самедов родился в Сумгаите в 1964 году в семье музыканта из Лерикского района Азербайджана. Начальное образование он получил в Сумгаите (1971—1979). Продолжил обучение в музыкальной школе имени Самеда Вургуна и школе музыки имени Наримана Нариманова. В 1986 году он поступил в Азербайджанский государственный педагогический институт, который и окончил в 1990 году. Прославился виртуозной игрой на азербайджанском духовом инструменте балабане, разновидности дудука. C 1993 года по настоящее время проживает в Турции, являясь музыкальным директором Кадыкейского Центра изучения фольклора. Преподает на факультете фольклора Eyuboglu Educational Institutions, является ответственным редактором программ по Азербайджану в телекомпаниях Samanyolu (STV) и Entertaiment TV.
Выступал с концертными программами в Германии, Франции, Японии, Испании, Сингапуре, Македонии, Косове, Румынии, Греции и Болгарии.
В творческом репертуаре Алихана Самедова использованы народные песни, популярные песни азербайджанских композиторов Тофика Кулиева и Алекпера Тагиева, в частности его известная музыкальная композиция «Сен гельмез олдун» («Ты не пришла»).
Готовится к изданию книга Алихана Самедова «Метод балабана».
27 мая 2018 года распоряжением Президента Азербайджана Алихану Самедову "За заслуги в развитии азербайджанской культуры" было присвоено почетное звание Народный артист Азербайджанской Республики.

## Хобби
Увлекается шахматами, обучает детей шахматам в начальной школе Erenkoy First School в Стамбуле.

## Призы и награды
- Folk Dances — The Best Music, Стамбул, 1993.
- The Best Music & The Best Musician Польша, 1996.
- Специальная награда турецкой газеты «Milliyet», Стамбул, 1997.
- Mine Akça, Стамбул, 2004.
- За музыкальное творчество, фонд «Yaşam müzik», Стамбул, 2005.
- Медаль имени академика Юсифа Мамедалиева, Азербайджан, 2007.
- Специальная премия ТЮРКСОЙ (2016)[3].

### Видеоссылки
- Алихан Самедов исполняет песню «Today is History».
- Алихан Самедов исполняет песню «Азербайджан маралы».
- Алихан Самедов исполняет песню «Губанын аг алмасы».
- Алихан Самедов исполняет песню «Дилберим».
- Алихан Самедов исполняет песню «Сары Гялин».
- Алихан Самедов исполняет песню «Сен гельмез олдун».
- Алихан Самедов в сборнике «Buddha Bar VIII»

### Аудиоссылки
- Alihan Samedov on Last.FM

### Альбомы
- «The Land of fire: Music of Azerbaijan»
- «Balaban»
- «Sizi»
- «Nale»
- «Alihan Samedov Collection»
- «Bosphorus night»
- «Balaban Türküler»
- «Cafe Anatolia»
- «The sound of soul»
- «Made in Turkey»
- «Asian garden»
- «The Professionals»
- «SIDDHARTA»